# Dyscia nelvaria
Dyscia nelvaria är en fjärilsart som beskrevs av Charles Oberthür 1914. Dyscia nelvaria ingår i släktet Dyscia och familjen mätare. Inga underarter finns listade i Catalogue of Life.